# Кампени (Бакау)
Кампени (рум. Câmpeni) насеље је у Румунији у округу Бакау у општини Паржол. Oпштина се налази на надморској висини од 337 m.

## Становништво
Према подацима из 2002. године у насељу је живело 724 становника, од којих су сви румунске националности.